# Joy (cràter)
Joy és un petit cràter d'impacte de la Lluna situat en el terreny irregular just a l'oest de la Mare Serenitatis. És un element circular en forma de copa amb una vora lleument aixecada. El cràter va ser designat inicialment Hadley A fins que va ser reanomenat per la UAI.

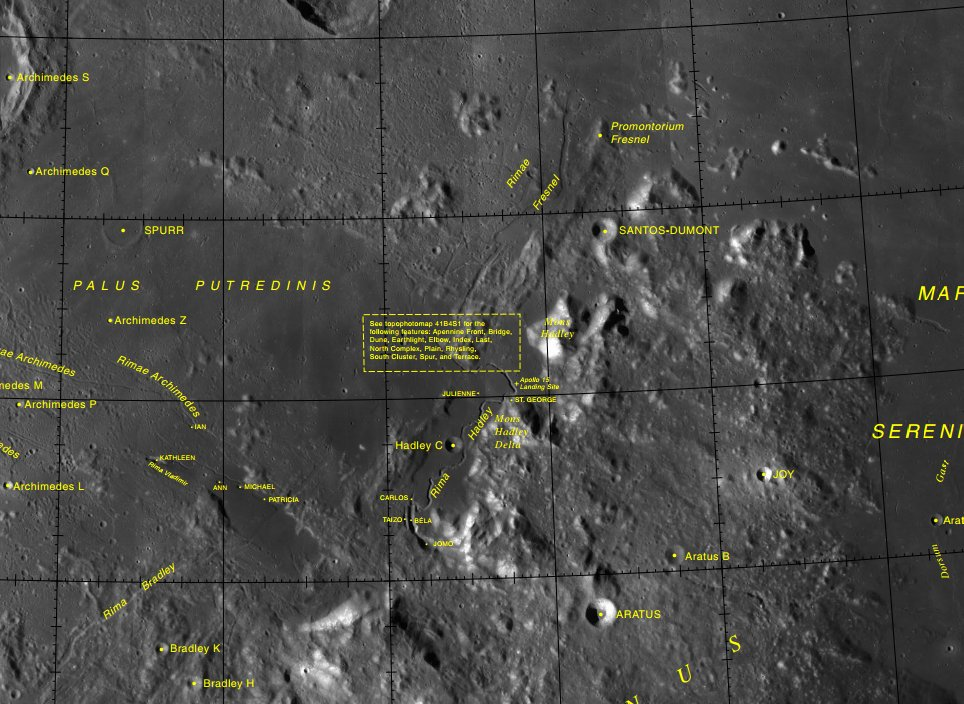
Localització de Joy (inferior dreta de la imatge)

El Mons Hadley es troba a l'oest-nord-oest a la serralada dels Montes Apenninus.